# Old Mackayans
Old Mackayans Rugby Football Club, habitualmente conocido solo como Old Mackayans u Old Mack's, es la primera y más importante sección deportiva de The Mackay School Old Boys’ Association, entidad social y multidisciplinaria fundada oficialmente el 28 de abril de 1956 por un grupo de ex estudiantes de The Mackay School avencindados en la ciudad de Viña del Mar.
Su rival tradicional es Old Boys, contra quien disputa el "Derby Británico" y  Sporting R.C y  VOBGS con los cuáles se disputan los clásicos de la región.

## Historia
Si bien los primeros antecedentes de la rama de rugby se encuentran a fines del siglo XIX, la sección no quedó formalmente constituida hasta el 28 de abril de 1956, fecha en la que disputó su primer encuentro, bajo la conducción técnica de William Perez H., siendo ese mismo año incorporada por The Mackay School Old Boys’ Association como disciplina deportiva principal.
En 1957 la rama comenzó oficialmente su participación deportiva al integrarse al Campeonato Central de Rugby de la Asociación de Rugby Santiago (ARUSA), del que ha sido campeón en 6 ocasiones, siendo el equipo de regiones con más títulos. En el año 2010 conformó la Liga de Rugby de Chile, en la que participó en paralelo a los torneos de ARUSA, hasta su disolución.

## Palmarés

### Torneos locales
- Asociación Regional de Rugby Valparaíso (4): 2002, Apertura 2005, Clausura 2010 , Apertura 2013

### Torneos nacionales
- Campeonato Central de Rugby (6): 1978, 1981, 1982, 2000, 2008, 2014[1]
- Liga de Rugby de Chile (2): 2012, 2015

### Torneos internacionales
- Torneo Trasandino (1): 2011

## Seven Internacional
Desde el año 1986, Old Mackayans organiza en la tercera o cuarta semana del mes de enero, el torneo de Seven a Side Internacional más importante del país. A este certamen han llegado los clubes más importantes de Chile y de Argentina.

### Lista de Campeones del Seven a Side Internacional de Reñaca
1986 Amigos de Setien (Argentina)

1987 Amigos de Setien (Argentina)

1988 Sporting Rugby Club (Chile)

1989 Mendoza Rugby Club (Argentina)

1990 Amigos de Setien (Argentina)

1991 Córdoba Athletic Club (Argentina)

1992 Amigos de Setien (Argentina)

1993 San Isidro Club (Argentina)

1994 Los Tordos (Argentina)

1995 Córdoba Athletic Club (Argentina)

1996 Córdoba Athletic Club (Argentina)

1997 Córdoba Athletic Club (Argentina)

1998 Los Tordos (Argentina)

2000 Los Tordos (Argentina)

2001 Los Tordos (Argentina)

2002 Alumni SC  (Chile)

2003 Universidad Católica (Chile)

2004 Invitación Chile (Chile)

2006 Invitación Chile (Chile)

2007 Marista Rugby Club (Argentina)

2008 Hindú Club (Argentina)

2009 Hindú Club (Argentina)

2010 Uruguay 7 (Uruguay)

2011 Chile 7 (Chile)

2012 COBS (Chile)

2013 Marista Rugby Club (Argentina)

2014 Universitario de Córdoba (Argentina)

2015 Old Reds (Chile)

2016 Córdoba Athletic Club (Argentina)

2017 Córdoba Athletic Club (Argentina)

2018 Universitario de Mar del Plata (Argentina)

2019 COBS (Chile)

2020 Old Johns (Chile)

2022 Old Johns (Chile)

2023 Old Boys (Chile)

2024 Old Boys (Chile)

2025 Old Boys (Chile)

## Seven Internacional de Selecciones
Desde el año 2012, de manera paralela se juega un torneo de selecciones, el cual ha ido creciendo en el número de participantes. En los años 2014 y 2015, ha entregado cupos además para el Hong Kong Sevens.

### Lista de Campeones
2012 Argentina

2013 Argentina

2014 Chile

2015 Argentina

2016 Argentina

2017 Fiyi

2018 Sudáfrica

2019 Chile